# 僕は友達が少ない
『僕は友達が少ない』（ぼくはともだちがすくない）は、平坂読による日本のライトノベルとそれを原作としたメディアミックス作品群。原作のイラストはブリキが担当している。MF文庫J（メディアファクトリー→KADOKAWA）より、2009年8月から2015年8月まで刊行された。略称は「はがない」。本作の登場により「残念系ヒロイン」の概念が生まれた。
2011年に最も売れたライトノベル作品となった。2015年8月時点でシリーズ累計発行部数は700万部を突破している。『このライトノベルがすごい！』作品部門では2011年版で2位、2012年版で6位を獲得している。「電子書籍アワード2013」ライトノベル部門では9位を獲得している。

## あらすじ
聖クロニカ学園（せいクロニカがくえん）高等部2年生の羽瀬川小鷹は、転校初日から遅刻し、それで焦ってしまったことから悪循環で自己紹介も失敗してしまった。転校から1か月経っても、くすんだような金髪と転校初日のことが原因で周囲にヤンキーと勘違いされて避けられており、クラスで浮いた存在であった。ある日の放課後、忘れ物の体育服を取りに教室へ戻った小鷹は、いつも不機嫌そうにしている同級生の三日月夜空が1人で楽しげにしゃべっているのを目撃。エア友達と話していたと釈明する夜空は、同じ境遇の小鷹を見たことで、友達を作るために隣人部（りんじんぶ）という部活を創部し、小鷹も無理やり入部させられることになる。やがて隣人部には、女王様気質で柏崎天馬理事長の娘でもある金髪碧眼の美少女・柏崎星奈、「しんのおとこ」を目指す楠幸村、変態気質の天才発明家・志熊理科、邪気眼の小鷹の妹・羽瀬川小鳩と、非常に「残念」な美少女達が次々と入部してくる。また、飛び級幼女で下品なシスター・高山マリアが「顧問」として加わった。そういった面々と「残念」な日々を過ごす中、夜空や星奈との過去の接点、幸村・マリア・小鳩にまつわる重大な事実の判明、そして自身の人間関係の変化を機に、小鷹は彼女達との関係について深く考えさせられることになる。

## 登場人物
声の項はドラマCD版・テレビアニメ版のもの。演の項は実写映画版のもの。

### 隣人部
羽瀬川小鷹（はせがわ こだか）
声 - 木村良平（幼少期 - 芹亜希子）/ 演 - 瀬戸康史（幼少期 - 大塚一慧）
本作の主人公。聖クロニカ学園高等部2年5組。身長173cm。考古学者の日本人の父・隼人とイギリス人の母・アイリとの間に生まれた、ハーフだが容姿は母に似ずほぼ日本人で、母から中途半端に受け継いだ黄土色がかったくすんだ金髪が唯一、ハーフであることを示す特徴である。そのため市販のスプレーで着色したところ髪を染め損なったヤンキーと誤解され続け、敬遠され、昔から友達はいなかった。加えて「笑った顔が怖い」「（電話口での）声が怖い」と周囲に言われており、これらも原因となっている。クラスメイトなどに話しかけるたびに「小鷹がカツアゲした」などという誤解に基づく噂が流れている。
幼少期から全国を転々としてきたが、父の海外転勤を機に妹・小鳩と共に日本の遠夜市にある実家に残ることを選び、聖クロニカ学園に転入した。隣人部内では唯一ともいえる常識人で、基本的に非常識な隣人部員へのツッコミ担当。
「親友と呼ぶべき友人」を作りたいと望むなど、家族や親友との絆を大切にする面倒見のいい好青年。海外赴任で家を空けることが多いながらも家族想いな父のことは素直に尊敬し、いい思い出のない金髪に関しても「死んだ母との数少ない絆」だと考えているので黒く染める気はない。恋愛に関してはかなり鈍感であり、部員からのアプローチを陰に日向にかけられてもまったく気付いていない。
勉強は真面目にしていることから上のレベルを保っており、特に英語が得意。父親が家を空けることが多かったため料理も本格派、ケンカの腕も立つなど、見かけによらず多芸である。
『僕は友達が少ない+』では、隣人部の創設者となっている。
三日月夜空（みかづき よぞら）
声 - 井上麻里奈（幼少期 - 佐倉綾音）/ 演 - 北乃きい（幼少期 - 渡邉空美）
本作のメインヒロインの一人。聖クロニカ学園高等部2年5組。身長162cm。「隣人部」の部長。長い黒髪が印象的で、小鷹からも整った顔立ちと認められる中性的な美貌を持つが、常に不機嫌そうに振る舞っているためクラスから浮いており友達がおらず、「エア友達」のトモちゃんと会話していた。しかしトモちゃんとの会話を小鷹に目撃され、その際の会話をきっかけに「隣人部」を創設した。趣味は読書。
髪は幼少期は男の子のようなショートカットだったが、対人恐怖症により美容院に行けず伸ばし続けていた。夏休み終盤に花火が原因で一部燃えてしまい、しまいには消火のためにかけた水が汚かったことから、強い臭いがついたことで髪を切り、夏休み明けからはショートカットに戻っている。
常に不愛想な男性口調でしゃべる。陰険かつサディスティックな性格に加え、かなりの毒舌家だが、それだけに罵詈雑言も悦んで受け入れる変態・理科だけは天敵。さらに幼少期から売られたケンカは買うタイプで、からまれると反射的に相手の胸倉を掴んでメンチをきかせるほど。ただし友人の多い人（いわゆるリア充）は苦手であり、さらに極度の対人恐怖症で、特に人混みに入ると吐き気を催す。勤勉で学業に関しては非常に優秀であるが、その理由は友達がいないためという悲しいもの。
『僕は友達が少ない+』ではクラス委員長で、序盤においては、小鷹が創設した隣人部を潰そうとする。
『このライトノベルがすごい！』女性キャラクター部門では2011年版・2012年版・2013年版で共に10位を獲得している。

柏崎星奈（かしわざき せな）
声 - 伊藤かな恵 / 演 - 大谷澪
本作のメインヒロインの一人。聖クロニカ学園高等部2年3組。身長164cm。学園の理事長の一人娘。金髪碧眼、スタイル抜群、容姿端麗、成績優秀、運動万能、良家の令嬢と揃った完璧超人だが、性格は極度のナルシストかつ高飛車な女王様気質の「性格以外はパーフェクト」と形容される性分。言葉や見た目で気の強いように見せているが、内面は気が弱い。クラスの男子からは崇拝とも言うべき人気ぶりだが、上述の性格から同性の友達はいない。
夜空とは自他共に認めるほどに相性が悪いため喧嘩が絶えず、悪知恵の働く夜空にやり込められて部室から泣きながら駆け出して行く、といった光景が日常化している。また基本的に素直で信じやすい性格のため、夜空によく騙される。
活動中に「同性の友達との会話シミュレーション」になると考えて美少女ゲームをやり込んだ結果、「人生」と称するほど重度にのめり込むようになり、それ以来あらゆるジャンルをプレイし、18歳未満でありながらエロゲーもプレイしている。
周囲に対する女王のような振る舞いから、「下僕」と称する同級生の男子や、自分を迫害する女子に対しては人ともみなさない扱いをしているが、バカにすることが多い夜空や小鷹に対しても長所はきちんと見ており、他の隣人部メンバーに対しても好意的な態度を見せる一面もある。特に小鳩のことを初めて会った時から気に入っており、「本当の妹だったらいいのに」と言うほど。
『僕は友達が少ない+』では、実質彼女がメインヒロインになっている。友達がいないために、ギャルゲーのヒロインと会話していたところで、それを目撃した小鷹と関わっていく。
『このライトノベルがすごい！』女性キャラクター部門では2011年版で5位、2012年版で3位、2013年版で5位を獲得している。
楠幸村（くすのき ゆきむら）
声 - 山本希望 / 演 - 高月彩良
聖クロニカ学園高等部1年1組。身長156cm。母親が戦国武将みたいに堂々とした漢になってほしいと付けた名で、自身も名前に相応しい「しんのおとこ」「おとこのなかのおとこ」を目標に努力している。自分のことを「わたくし」と呼び、独特のしゃべり方をしており、これに加えて、ゲーム版とアニメでは静かな声で話す。外見が明らかに美少女なのに男子として振る舞っているため周囲の男子生徒に避けられてしまい、友達がいない。
いつも誰とも群れず堂々としている小鷹のことを「あにき」と呼んで尊敬しており、そのキャラクターを面白がった夜空に言いくるめられ隣人部に入部した。さらに「真の男は女装していても男らしさがにじみ出るもの」と夜空に騙され、そのための特訓と称し隣人部・私生活ではメイド服、水着も女性用のものを着用するようになる。
普段はぼーっとしておりマイペースだが、小鷹に対するイメージや夜空の嘘を愚直なまでに信じ込むなど、非常に思い込みの強いところがあり、極端な言動に走ることも少なくない。しかしその分裏表がなく一途であり、性格も穏やかであるため、隣人部の中では常識派の部類に入る。よく、小鷹の代わりにマリアの面倒を見ている。戦国武将が大好きな歴史マニア。

志熊理科（しぐま りか）
声 - 福圓美里 / 演 - 神定まお
聖クロニカ学園高等部1年生。身長154cm。黒髪を後ろで結えたポニーテールと伊達眼鏡、常に着ている白衣が特徴的な美少女。背は小柄。一人称は「理科」。ゲーム会社・薬品会社など様々な企業からオファーを受け商品開発に貢献している天才で、学園からは彼女専用の特別研究室・「理科室」の提供と通常授業の免除という超高待遇の「理科室登校」の権利を与えられている。しかし一日中理科室に篭っていることから一般生徒と接触する機会がないため友達がいない。
隣人部においては、所構わず卑猥な欲望と妄想を口に出す変態キャラクターであり、当人も自認している。それゆえ、ドMのため夜空にとっては罵詈雑言と直接攻撃が通用しない唯一の天敵。またBL同人誌を愛読する腐女子で、さらにその嗜好も無機物×無機物という特殊なもの、しかし、常識が決してないわけではない。哺乳類には興味がなかったようだが、とあるきっかけで小鷹に興味を持ち隣人部に入部する。夜空と同じく吐き気を催すほど人混みを嫌悪しており、乗り物酔いになりやすい体質でもある。
小鷹には好意を抱いており、会った当初からさりげないものから明確なものまで様々なアプローチをかけているのだが、当の小鷹には普段の言動のせいで恋愛対象としてみなされておらず、そっけない対応をされて本気で悲しむこともしばしば。
羽瀬川小鳩（はせがわ こばと）
声 - 花澤香菜 / 演 - 久保田紗友
聖クロニカ学園中等部2年生。身長138cm。小鷹の妹。イギリス人である母・アイリの血を濃く受け継いでおり、色白で金髪碧眼の美少女。いつもつぎはぎだらけの気味の悪いウサギのぬいぐるみを抱いている。
小学生のころは少し抜けている程度の普通の女の子であったが、中1の時に「鉄の死霊術師（くろがねのネクロマンサー）」というアニメを見て以来、いわゆる「邪気眼」な言動をするようになる。小鷹はその奇矯な言動から周囲に避けられていると思っていたが、実際はクラスの人気者でありながら、小鳩本人の人見知りする性格から友達がいないことが後に判明した。星奈からはイタかわいいと過剰に気にいられているが、小鳩自身は毛嫌いしている。一方で、何回か助けられていることもあり夜空のことは好意的に見ている。
同年代に比べると小柄で体が小学校高学年から肉体的に全く成長しておらず、小学生時代に着ていた服を問題なく着こなせてしまう。現在でも胸の大きさは10歳のマリアにも負けている。マリアの子供っぽい言動に必死になるなど、肉体的にも精神的にも同年代の娘よりはるかに幼い。家事や勉強はほとんどできないが水泳は得意。
重度のブラコンで、小鷹を「あんちゃん」と呼んで甘えているが、部活のせいで小鷹が自分を顧みなくなることを危惧して隣人部の部室に乗り込み、マリアに兄・小鷹を取られまいと隣人部に正式加入する。

高山マリア（たかやま マリア）
声 - 井口裕香 / 演 - 山田萌々香
聖クロニカ学園に勤務するシスター。銀髪碧眼を持つ10歳の幼女。身長136cm。孤児院出身。高山ケイトは実姉。
夜空の口車に乗せられて管理を任されていた礼拝堂の「談話室4」を明け渡す羽目になり、なし崩し的に隣人部の顧問になった。夜空には脅迫と煽動によるアメとムチの調教とポテチによる実利で飼い慣らされており、部活においては夜空の命令により掃除やパシリといった雑用をさせられている。
勉強は飛び級できるほどに優秀なのだが、基本的に礼儀知らずで「うんこ」を口癖とするなど言動が幼稚かつ下品な上に、他人を見下したり、些細なウソに騙されたりする残念な娘。ゆえに友達はいない。読んでいても唯一怒られない漫画版三国志を愛読している。教会の質素な食事とポテトチップばかりの食生活を不憫に思われて弁当を作ってもらったことから小鷹に懐き、当初は小鷹と呼び捨てにしていたのも「お兄ちゃん」と呼ぶようになる。小鷹に対する好意は相当な物であり、自分が脅されているに近い状況であっても、小鷹への思いを忘れないほど。小鳩とは小鷹をめぐる犬猿の仲で、常に幼稚なケンカを繰り広げている。

### 羽瀬川家
羽瀬川隼人（はせがわ はやと）
声 - 小西克幸
小鷹と小鳩の父親で、考古学者。
仕事が忙しく兄妹の幼少期から全国各地を飛び回っており、本編ではアメリカに赴任しているため、回想・電話のみの登場。
非常に陽気な性格で、コミュニケーション能力が非常に高く、言語の異なる外国人ともノリだけで意気投合してしまうことから、子供たちと異なり友人は非常に多い。天馬とは学生時代からの無二の親友であり、過去から現在にかけてよく彼を振り回している。
小鷹との電話での会話で、小鳩への溺愛ぶりがうかがえる。とはいえ偏食で好き嫌いが激しかった彼女が食べ物を粗末にした時には厳しく咎めるなど、躾には厳しい面もある。
羽瀬川アイリ（はせがわ アイリ）
小鷹と小鳩の母親で、旧名は「アイリ・アーロン」。金髪碧眼のイギリス人だが、両親の代から日本に住んでいる在日イギリス人2世。小鳩が生まれて間もないころに事故で他界しており、現在は故人。
女子高時代の聖クロニカ学園の出身であり、隼人とは天馬がセッティングした合コンで知り合った。ノエルとは同じイギリス人であることから仲良くなったが、自身は人見知りが激しく、引っ込み思案な性格であり、ノエル以外の友達をなかなか作れないでいた。『三国志』を愛読し、その登場人物・夏侯惇がお気に入りであり、それを模したキャラクター・「夏侯煌」になりきっており、左目に黒眼帯をしていた。その眼帯を隼人に褒められたことで交際するようになり、次第に明るくなっていった。

### 三日月家
夜空の母親
夜空と日向の母親である女性。夜空曰く「自分がそのまま大人になったような性格」をしていたとの事で、美人で頭が良い反面、不器用を通り越し粗暴で根暗な人物とされており、夜空の現在の性格が形成される元凶となっており、友達の少なさは娘以上。この為、現在は夫はおろか、娘である夜空や日向の二人からも愛想を尽かされており、現在も夜空とはアパートで二人暮らしとなりながらも、彼女は古書店でのバイトや一人ファミレスという形で殆ど家に帰っていない。しかし、プライドの高さに加えて自分自身を客観視出来ない事から、あくまでも自分を捨てられた被害者としか思っておらず、自らの元を去った夫と日向には激しい憎悪を向けている。
以前は「友達100人できなくても良いから100人分大切にできる友達を作りなさい」と、夜空に友情の大切さについて語っていたらしいのだが、あまりに自己中心的で周囲を顧みない振る舞いが原因で、それに耐えかねた夫との関係は冷え切ってしまい、自身の友人だった女性との不倫関係に走ってしまう。だが、自身の行いを顧みる事が無かった結果、自身に愛想を尽かして離婚を切り出した夫と友人であり結果的に裏切ってしまった女性の二人に対し、半ば逆恨みに近い形でヒステリックに罵り、挙句の果てには自身の元に残っていた夜空が励まそうとした態度にも逆上。包丁で切り掛かる事態にまでに発展し、夜空との関係も険悪そのものとなってしまった。
その後も家族との関係は全く修復されなかったばかりか、夜空が日向に勉強を教えている事実を知った事に逆上。夜空に八つ当たりも同然で暴力を振りかざし、家庭環境に苦しんでいた彼女の事情を知って見兼ねた星奈により柏崎家へと居候される形で、ただ一人残されていた娘にも捨てられる顛末となった。あまりに酷い家庭事情を知った天馬は夜空を養子に迎える事も考えていたが、夜空本人はまだ一抹の情があった事から「あんな人でも私の母親ですから」と辞退している。
夜空の父親
夜空と日向の父親である男性。性格面に問題があり過ぎる妻（夜空の母親）に苦労させながらも、夫として懸命に彼女を愛そうと努力していたのだが、その粗暴さに耐えられなくなった結果、妻の友人であった女性に慰められたのを機に、彼女との不倫関係に走る事になってしまう。その後、自身の不倫に妻から罵られながらも離婚を切り出して日向を引き取り、妻の友人で会った女性と再婚した。
結果的に夜空と彼女の母親を捨ててしまったものの、母親の性格の酷さを理解していた為か、当の夜空からは献身的な愛情が報われず不倫に走るまで追い詰められてしまった境遇には、むしろ同情されていた節があった。

### 柏崎家とその関係者
柏崎天馬（かしわざき ぺがさす）
声 - 置鮎龍太郎 / 演 - 石原良純
星奈の父親で、聖クロニカ学園理事長。総髪・着流しという和風な外見の美丈夫。隼人とは学生時代からの無二の親友で、隼人からは「ザキ」と呼ばれている。
自身の名前が好きではなく、「ぺがさす」と呼ばれると憤慨する。そのため、小鷹と小鳩に自己紹介した際は、自らの名前を名乗るのを渋っていた。
気難しい性格で、プライベートでは友達が少ないらしい。当初は顔付きが父親と似ているという理由で小鷹を「ふてぶてしそう」と見ていたが、すぐに考えを改めて非常に気に入るようになる。口では隼人のことをバカだのロクデナシだのと罵ることも多いが、実際は今でも無二の親友だと考えており、思い出話に付き合わされた小鷹が「父さんのこと好きすぎるだろ」と思うほど。彼の中では小鷹は星奈の結婚相手と認識されている。
理事長としての活動は「学園を面白くすること」であり、天馬の父の後継ぎするのと同時にそれまでの堅苦しく厳しい校則を緩和し、それを実現させた。
実写映画では星奈に過大な期待をかけ、使用人と関係を持つなど、星奈にとって精神的な負担となっている。
ステラ・レッドフィールド
声 - 柚木涼香
柏崎家に仕える家令。燕尾服を着用した金髪セミショートヘア・碧眼の美女。年齢は本編開始時点で22歳。常に無表情だが冗談好きで、主人である天馬や星奈に対しても遠慮のない性格。ただ、仕事は有能で、星奈のヘアメイク・服装選びまでこなしている。本人の話によると、プライベートでは寝るときは全裸らしい。
柏崎家に再び訪れた小鷹に星奈との進展について聞いたり、そのときに避妊具を渡したりするなど、突飛した一面も見せる。これらのことから、小鷹は「謎めいた人」という印象を持っている。
実は天馬が高校時代に交際していた女性・ノエルとの間にできた娘で、星奈の異母姉に当たる。イギリスの大学を飛び級して14歳で卒業した後、母親の結婚をきっかけに実父である天馬に会うため柏崎家に押し掛け、することもなかったためそのまま使用人として居付いている。星奈のことは家令としても姉としても気にかけており、密かに見守っている。
氷川（ひかわ）
柏崎家に仕える料理人。女性。会話にのみ登場。ステラとともに柏崎家に正式に仕えている使用人。
星奈の母親
英国貴族の女性。現在は故郷に帰っていて日本には居らず、会話にのみ登場。星奈の日本人離れした美貌は母親譲り。夫や娘、柏崎家の使用人たちから現在でも恐れられるほど怖い性格で、娘同様友達は少ないらしい。
初瀬（はつせ）
『CONNECT』にて登場。かつて柏崎家に天馬の父の代から仕えていた、初老の家令。ステラの素性を知る人物の1人。
自身の年齢から引退を考えていた折に柏崎家を訪れたステラが家令見習いとして働くことになった際（ステラはその際、星奈の母親に素性を知られないために、初瀬の遠い親戚であることを設定していた）、自身の跡継ぎとなりうる者として家令の仕事と「ジャパニーズ古武術」を伝授する。その8年後、ステラを正式な跡継ぎに指名して引退した。
ノエル・レッドフィールド
『CONNECT』にて登場。23年前、当時女子高であった聖クロニカ学園に留学していたイギリス人で、天馬の1歳年上の元彼女。ステラの母親にして、隼人とアイリを引き合わせた人物でもある。
留学を終え帰国した後、ステラを身籠っていたことが発覚して実家を追われ、以来シングルマザーとしてステラを養いながらベンチャー企業を立ち上げ成功を収めた。9年前に仕事を通じて出会った男性と結婚している。

### 学園関係者

#### 教員・シスター
高山ケイト（たかやま ケイト）
声 - 加藤英美里
マリアの姉。小鷹たちよりも1歳年下。妹と同じく学園のシスターであり、マザー・ケイトと呼ばれている。マリア同様小鷹を気に入っており、それに倣って自分も小鷹をお兄ちゃんと呼ぶ。
外見はマリアを成長させたような銀髪碧眼の美少女でありながら、言動や行動がマリア以上に下品で、人前でも平気でゲップや放屁をするなどかなりオヤジ臭く、折角の美貌が台無しになっている。一方で、「ロック」を基準とした独特の宗教観や倫理観を持ち、その点に関しては小鷹を感心させている。マリアに対しては厳しく躾を行っているために「とても恐いババァ」と煙たがられているが、普段は表に出さないだけでその実凄まじいまでのシスコン。鮎釣りが趣味で、その縁で天馬とも親しい。一度、小鷹に裸を見られた際は落ち着いたように話していたが、マリア曰く、真っ赤になっていた。
『僕は友達が少ない+』では、教師として夜空や星奈に先んじて最初に登場している。
麻田（あさだ）
声 - 芹亜希子
聖クロニカ学園の教師。世界史担当。黒髪の美女で、少し大人め。小鷹が転校初日に遅刻して教室に来たときに授業を行っていた。

#### 生徒
遊佐葵（ゆさ あおい）
声 - 伊瀬茉莉也
聖クロニカ学園高等部2年3組。生徒会会計を務めており、クラスは星奈と同じ2年3組。同年齢の女子に比べて小柄な体格で、髪型は赤みがかったウルフカット。一人称は「自分」。
期末試験では常に星奈の下である学年2位。星奈をライバル視しているが、当の星奈からは同じクラスであるにもかかわらずほとんど覚えられていない。一方で星奈のことを神聖視するほどに評価しており、そのカレシだと思い込んだ小鷹のことも「かっこいい上にユーモアに通じている」と評価していた。誤解が解けた後もなにかと小鷹の言動をポジティブに受け取り、評価を上げ続けている。

日高日向（ひだか ひなた）
声 - 日笠陽子
聖クロニカ学園高等部3年生。2年連続で生徒会長を務めており、容姿端麗で運動万能。黒髪を三つ編みにして後頭部で団子状にまとめている。端麗な容姿とはうらはらに豪放磊落な剣豪口調で語り、大らかで気っ風のいい性格と男勝りな怪力の持ち主である。人間を見た目で判断しない器の大きさも併せ持っている。彼女も小鷹の人間性を気に入り小鷹に生徒会入会を勧めた。
夜空は彼女こそが真のリア充であるとして、彼女を「リア王」と呼び一方的に敵視している。リア王というあだ名は「凄惨な最後を迎えろ」という意味でも付けられている。実は夜空の姉であるが、両親が離婚で父に付いていき離別し、小・中学校はバラバラだった。高校が一緒になったのを機に関係を修復したがっているが、当の夜空からは避けられている現状を複雑に思っている。
実は学業成績が芳しくなく、夜空にばれてしまい勉強を教わることになった際には高校どころか中学レベルまで遡る羽目になった。
大友朱音（おおとも あかね）
聖クロニカ学園高等部3年生。
生徒会副会長。ボーイッシュな感じの美人。日向とは小学校からの腐れ縁で、日向と夜空の家庭事情も把握している。
神宮寺火輪（じんぐうじ かりん）
聖クロニカ学園高等部2年生。
生徒会書記。物静かな純和風の美少女で、ミッションスクールなのに意外なほど少ない本物のクリスチャン。洗礼名はガブリエラ。百合の気があり、夜空に対し「運命を感じている」らしい。
ミキ、タケオ、ハルコ
声 - 平田真菜（ミキ）、椎橋和義（タケオ）、川上千尋（ハルコ）
聖クロニカ学園中等部2年2組の生徒たち。小鳩のクラスメイトで、友人たち。小鳩ともっと仲良くなりたいと思っているが、小鳩が人見知りなため避けていることを気に掛けている。小鳩の兄である小鷹に物怖じせず普通に接した数少ない人物たちでもある。
ミキは光太（後述）と交際しているが、相談相手の夜空の話をよく聞かされるたびに嫉妬している。しかし、『CONNECT』にて光太の目線で語られた話にて性交渉を持ちかけ、後に処女を卒業したことを示唆した。
若木光太（わかぎ こうた）
『CONNECT』にて登場。聖クロニカ学園中等部2年2組。一人称は「オレ」で、関西弁をしゃべる。通称「コータ」。
夜空とは自身の小学校時代から夜空が中学のころからバイトしている本屋でよく会い、「夜空ねーちん」と呼ぶなどの仲でよく相談している。ミキと交際しており、後に童貞卒業を示唆したことが『CONNECT』で語られた。
松山（まつやま）
聖クロニカ学園2年4組。柔道部所属。小柄で童顔、人懐っこい印象。女バスの練習の助っ人として小鷹と共に記録係をしていた。斎藤が好き。学園で行われたクリスマス会で夜空と星奈のために身体を張り暴走した小鷹を背負い投げで止めた。

### 実写映画版オリジナルキャラクター
西園寺（さいおんじ）
演 - 栗原類
聖クロニカ学園の生徒会長。騒動が絶えない小鷹を目の敵にしており、隣人部を執拗に廃部に追い込もうとする。機械には強いが喧嘩には弱く、バーチャル世界では小鷹を一方的に叩きのめしたが、現実では夜空にパンチ一発で倒された。
田中（たなか）
演 - 渡辺大

## 制作背景
平坂は以前に本作と似たテーマの作品『ラノベ部』を執筆していたが、担当編集者は少し間口の狭い印象があったことから「今度はもう少し間口を広げたものにしましょう」と提案した。当初はタイトルが読者を傷つけるかもしれないという懸念があったが、逆にインパクトを与える可能性もあると考えた結果、最終的にタイトルもそのままとなった。なお、タイトルの由来は「自分が見たら絶対に手に取りそうな青春小説」であり、それを起点としてキャラクター設定や作風が決まっていった。また、登場人物たちの残念なエピソードは主に平坂自身の体験談を元に作られている。

## 批評
近代宗教史を専攻する良野通が、2013年に本作の批評をおこなっている。良野は、本作は2つの虚構の上に成立していると主張している。
1. 小鷹たちの求める「本当の友達」はそもそも存在しない（理想は虚構）
2. 小鷹たちはその点を自覚しながら隣人部の活動を続けている（現実も虚構）

小鷹と夜空は、昔の「タカとソラ」の関係を「本当の友達」の理想と思っているのではないか、ゆえに本作には「本当の友達」が描かれているではないかという見方を、良野は否定する。良野が作中のいくつかの描写から推測する登場人物たちの「友達」要件は、相互の信頼関係である。しかしそれは主観にもとづくものであり、小鷹と夜空は、かつて互いを裏切ってしまった。二人にとって主観はもはや絶対でなく、何らかの客観的な基準を満たすものが「本当の友達」であると考えるようになった。
しかしその客観的な基準というものは、本作では常に「現在の否定」として、例えば次のように現れてくると良野は指摘する。
- 自分たちがプールに行っていない → 友達はプールに行くもの
- 自分たちがカラオケに行っていない → 友達は一緒にカラオケに行くもの

小鷹たちは「本当の友達」が手に入らない状況を自分たちで作り続けているのだという。
あるいは「読者であるわれわれが感じるように」、既に「本当の友達」は隣人部という部活動を通じて得られているという解釈も可能である。しかし良野は、これも整合性がとれないという。小鷹たちは隣人部の活動を続けながら「本当の友達」になるのを避けている。小鷹と夜空のかつてのエピソードから良野が推測するのは、二人が「手に入れたものが再び崩れてしまう」ことを恐怖しているということである。恐怖ゆえに彼らは「友達がいない」と言い張りながら、隣人部というぬるま湯にひたり続けているのだという。
本作は、絶対的なものが不在な時代における「宿命的な混乱」を、「残念」の一言で片付けるという生き方のひとつを提示している、と良野は結んでいる。

### 楠幸村について
本作はハーレム学園ものであり、主人公の小鷹は複数のヒロインに囲まれる。ライトノベルにおいては「控えめでしとやかな愛らしい」タイプの美少女はほぼ絶滅しており、本作のヒロインたちもそのような例に漏れない。楠幸村は当初は男という設定（男の娘）であり、控えめで献身的な造形は登場人物の中で際だったものに映る。日本近代文学研究家の久米依子は、ライトノベル（2013年時点）における「男の娘」にはギャップの効果を狙った楠幸村のようなタイプが多く、旧来の少女のジェンダー役割を代わって務めていると述べている。
幸村は「男らしくなりたい」と思っていながら、「真の男に近づく」ためと夜空にそそのかされ女装していて、そして実は本当の女子であったことが明らかになる。日本文学研究者の伊藤慎吾は、幸村のことを屈折した設定をさらに複雑にした異色のキャラクターであると評している。また、「男の娘」という触れ込みであったながら実は本当の女子であったという展開には、読者もがっかりしたろうと述べている。

## 漫画化
僕は友達が少ない
『月刊コミックアライブ』（KADOKAWA メディアファクトリー）にて2010年5月号（本格連載は6月号）から2021年2月号まで連載された。また、『メガミマガジン』（学研パブリッシング）2011年12月号にも掲載された。作画はいたち。原作をほとんど差異なく漫画化したもの。
僕は友達が少ない+
『ジャンプSQ.19』（集英社）にて2010年秋号より連載されたスピンオフ作品。脚本は春川三咲、作画は田口囁一。原作やいたちによる漫画化とは違ったパラレル設定となっており、ゲームの登場人物に話しかける星奈を小鷹が目撃することから物語が始まる。本作においては隣人部を設立したのは小鷹であり、夜空はクラス委員長で当初は隣人部の設立を阻止しようとする。
僕は友達が少ない ショボーン!
『月刊コミックアライブ』にて2011年12月号から2012年9月号まで連載されたスピンオフ作品。脚本は風華チルヲ、作画はしらび。「残念度5割増し」がコンセプトとされている。
僕は友達が少ない はがない日和
『月刊コミックアライブ』にて2012年10月号から2013年4月号まで連載されたスピンオフ作品。著者は木瓜庵、作画はbomi。

## アンソロジー
僕は友達が少ない 公式アンソロジーコミック
2011年10月22日に発売。『月刊コミックアライブ』に連載作品を持つ漫画家やイラストレーターなど、28人が参加。
カバーイラスト：溝口ケージ、口絵：okiura・緋賀ゆかり・よう太・karory、漫画：いたち・田口囁一×春川三咲・文倉十・山田孝太郎×三浦勇雄・しらび×風華チルヲ・春野友矢・nini・蛍たかな＋ピロ式・あっと・菅野マナミ・戸流ケイ・タカムラマサヤ・pun2・うおぬまゆう・柴嶺タカシ・緑青黒羽・白波すい・タケイオーキ・meet neet.
僕は友達が少ない 公式アンソロジーコミック2
2012年3月23日に発売。『月刊コミックアライブ』に連載作品を持つ漫画家やイラストレーターなど、22人が参加。
カバーイラスト：CUTEG、口絵：屡那・さより・万国あゆや、漫画：長谷見亮・三色網戸。・イチリ・コウジ・kona・宵野コタロー・100円ロッカー・なつきゆう・こもだ・水上暮菜・ぬるけん・クスィー大誠・ユキヲ・綴り・秋月秋名・ユイザキカズヤ・蜜キング・ちょぼらうにょぽみ
僕は友達が少ない 公式アンソロジーコミック3
2013年1月23日 に発売。『月刊コミックアライブ』に連載作品を持つ漫画家やイラストレーターなど、28人が参加。
カバーイラスト：ゆーげん、口絵：しらび・春日歩・にんげん・よしだもろへ、漫画：Tiv・Hisasi・ヒジキ・村崎久都・成家慎一郎・今拓人・鍵空とみやき・吉岡公威・葵季むつみ・rin・季野このき・武シノブ・ぎん・椋木ななつ・みなづき忍・中村煌・しゅがすく・黒ノ樹・小路あゆむ・森みさき・bomi・木瓜庵・茶菓山しん太
僕は友達が少ない ゆにばーす
2011年11月25日に発売されたアンソロジーノベル。著者は裕時悠示、渡航、志瑞祐、さがら総、そして原作者の平坂読が参加。ブリキを含む、それぞれの著者の作品を担当するイラストレーターが挿絵を担当したほか、QP:flapper、ぺこが口絵イラストを担当した。
また、2013年2月25日には2巻が発売された。著者は原作者平坂読の他アサウラ、あさのハジメ、岩波零、白鳥士郎、鏡貴也が参加した。イラストレーターはみやま零、トモセシュンサク、狐印、榎宮祐他。

## 既刊一覧

### 小説
9巻目の『CONNECT』は読まなくても問題のない外伝的なものではなく、ナンバリング巻のように小鷹の視点からでは描けない重要なエピソードを描いた巻だという。そのため『僕は友達が少ない⑨』を第10巻、『僕は友達が少ない⑩』を第11巻と位置付けた記述もある。
| 巻数 | タイトル                 | 初版第一刷発行日 | 発売日         | ISBN                                                      |
| ---- | ------------------------ | ---------------- | -------------- | --------------------------------------------------------- |
| 1    | 僕は友達が少ない         | 2009年8月31日    | 2009年8月25日  | 978-4-8401-2879-7                                         |
| 2    | 僕は友達が少ない 2       | 2009年11月30日   | 2009年11月25日 | 978-4-8401-3095-0                                         |
| 3    | 僕は友達が少ない 3       | 2010年3月30日    | 2010年3月25日  | 978-4-8401-3252-7                                         |
| 4    | 僕は友達が少ない 4       | 2010年7月31日    | 2010年7月23日  | 978-4-8401-3457-6                                         |
| 5    | 僕は友達が少ない 5       | 2010年11月30日   | 2010年11月25日 | 978-4-8401-3589-4                                         |
| 6    | 僕は友達が少ない 6       | 2011年5月31日    | 2011年5月25日  | 978-4-8401-3881-9 978-4-8401-3880-2（ドラマCD付き特装版） |
| 7    | 僕は友達が少ない 7       | 2011年9月30日    | 2011年9月22日  | 978-4-8401-4222-9 978-4-8401-4221-2（DVD付き特装版）      |
| 8    | 僕は友達が少ない 8       | 2012年6月30日    | 2012年6月25日  | 978-4-8401-4598-5                                         |
| 9    | 僕は友達が少ない CONNECT | 2012年12月31日   | 2012年12月25日 | 978-4-8401-4365-3                                         |
| 10   | 僕は友達が少ない 9       | 2013年8月31日    | 2013年8月27日  | 978-4-8401-5129-0                                         |
| 11   | 僕は友達が少ない 10      | 2014年6月30日    | 2014年6月6日   | 978-4-04-066392-0                                         |
| 12   | 僕は友達が少ない 11      | 2015年8月31日    | 2015年8月25日  | 978-4-04-067751-4                                         |

| タイトル                     | タイトル                     | 初版第一刷発行日 | 発売日         | ISBN              |
| ---------------------------- | ---------------------------- | ---------------- | -------------- | ----------------- |
| 僕は友達が少ない ゆにばーす  | 僕は友達が少ない ゆにばーす  | 2011年11月30日   | 2011年11月25日 | 978-4-8401-4306-6 |
| 僕は友達が少ない ゆにばーす2 | 僕は友達が少ない ゆにばーす2 | 2013年2月28日    | 2013年2月25日  | 978-4-8401-4982-2 |

### 漫画
- 平坂読（原作）・ブリキ（キャラクター原案）・いたち（作画） 『僕は友達が少ない』 メディアファクトリー→KADOKAWA〈MFコミックスアライブシリーズ〉、全20巻
  1. 2010年7月31日初版第一刷発行（7月23日発売[105]）、ISBN 978-4-8401-3346-3
  2. 2011年5月31日初版第一刷発行（5月23日発売[106]）、ISBN 978-4-8401-3799-7
  3. 2011年9月30日初版第一刷発行（9月22日発売[107]）、ISBN 978-4-8401-4076-8
  4. 2011年12月31日初版第一刷発行（12月22日発売[108]）、ISBN 978-4-8401-4076-8
  5. 2012年4月30日初版第一刷発行（4月23日発売[109]）、ISBN 978-4-8401-4438-4
  6. 2012年8月31日初版第一刷発行（8月23日発売[110]）、ISBN 978-4-8401-4708-8
  7. 2012年12月31日初版第一刷発行（12月22日発売[111]）、ISBN 978-4-8401-4767-5
  8. 2013年4月30日初版第一刷発行（4月23日発売[112]）、ISBN 978-4-8401-5047-7
  9. 2013年11月30日初版第一刷発行（11月22日発売[113]）、ISBN 978-4-04-066115-5
  10. 2014年3月31日初版第一刷発行（3月22日発売[114]）、ISBN 978-4-04-066505-4
  11. 2014年9月30日初版第一刷発行（9月23日発売[115]）、ISBN 978-4-04-066851-2
  12. 2015年3月31日初版第一刷発行（3月23日発売[116]）、ISBN 978-4-04-067281-6
    - 同日初版第一刷発行（同日発売[117]）、ISBN 978-4-04-067238-0

  13. 2015年10月31日初版第一刷発行（10月23日発売[118]）、ISBN 978-4-04-067827-6
  14. 2016年7月31日初版第一刷発行（7月23日発売[119]）、ISBN 978-4-04-068258-7
  15. 2017年4月30日初版第一刷発行（4月22日発売[120]）、ISBN 978-4-04-069044-5
  16. 2018年2月23日初版第一刷発行（同日発売[121]）、ISBN 978-4-04-069627-0
  17. 2019年1月23日初版第一刷発行（同日発売[122]）、ISBN 978-4-04-065178-1
  18. 2019年10月23日初版第一刷発行（同日発売[123]）、ISBN 978-4-04-064087-7
  19. 2021年3月23日初版第一刷発行（同日発売[124]）、ISBN 978-4-04-680304-7
  20. 2021年3月23日初版第一刷発行（同日発売[125]）、ISBN 978-4-04-680387-0
- 『僕は友達が少ない 公式アンソロジーコミック』 メディアファクトリー〈MFコミックスアライブシリーズ〉、全3巻
  1. 2011年10月31日初版第一刷発行（10月22日発売[126]）、ISBN 978-4-8401-4051-5
  2. 2012年3月31日初版第一刷発行（3月23日発売[127]）、ISBN 978-4-8401-4439-1
  3. 2013年1月23日発売[128]、ISBN 978-4-8401-4781-1
- 平坂読（原作）・ブリキ（キャラクター原案）・しらび（作画）・風華チルヲ（脚本・構成） 『僕は友達が少ない ショボーン！』 メディアファクトリー〈MFコミックスアライブシリーズ〉、2012年8月31日初版第一刷発行（8月23日発売[129]）、ISBN 978-4-8401-4709-5
- 平坂読（原作）・ブリキ（キャラクター原案）・bomi（作画）・木瓜庵（作画） 『僕は友達が少ない』 メディアファクトリー〈アライブコミックス〉、2013年3月31日初版第一刷発行（3月23日発売[130]）、ISBN 978-4-8401-5033-0
- 平坂読（原作）・ブリキ（キャラクター原案）・田口囁一（作画）・春川三咲（脚本） 『僕は友達が少ない+』 集英社〈ジャンプ・コミックス〉、全2巻
  1. 2011年10月9日第1刷発行、ISBN 978-4-0887-0337-4
  2. 2012年8月8日第1刷発行、ISBN 978-4-0887-0436-4

## テレビアニメ
第1期
2011年5月にテレビアニメ化が発表され、同年9月22日に第0話に当たるオリジナルストーリーを収録したDVDが原作第7巻特装版に同梱された後、同年10月から12月までTBS、MBS、CBC、BS-TBSにて全12話が放送された。テレビアニメ化に際し、監督の斎藤久によると原作者の平坂読から「2D（2頭身）キャラは極力使わないでほしい」と「あとは普通に作ってください」との要望があった。
2012年9月26日にテレビ未放送の第13話を収録したOVA『僕は友達が少ない あどおんでぃすく』が発売された。
サブタイトルは、平仮名部分が「はがない」となっているように作られている。
第2期
2012年7月に制作決定が発表され、同年8月18日に開催されたTBSアニメフェスタで2013年1月から3月までTBS、MBS、BS-TBSにて放送することが発表された（後にCBCでも放送することを番組HPで告知）。タイトルは『僕は友達が少ないNEXT』（ぼくはともだちがすくないネクスト）。全12話。ワンセグを除くTBSとBS-TBSの第6話では、副音声によるオーディオコメンタリーが放送された。出演は山本希望。
サブタイトルはライトノベルのタイトルのもじりになっており、中には深夜アニメ（放送予定のものも含む。TBS制作アニメかUHFアニメかは問わない）の原作のタイトルも含まれている。

### スタッフ（アニメ）
|                               | 第1期                                                                                         | 第2期                                                                                         |
| ----------------------------- | --------------------------------------------------------------------------------------------- | --------------------------------------------------------------------------------------------- |
| 原作                          | 平坂読                                                                                        | 平坂読                                                                                        |
| 原作イラスト                  | ブリキ                                                                                        | ブリキ                                                                                        |
| 監督                          | 斎藤久                                                                                        | 喜多幡徹                                                                                      |
| 副監督                        | 喜多幡徹                                                                                      | N/A                                                                                           |
| 企画                          | 村上仁之、木谷高明、安藝貴範、三坂泰二                                                        | 村上仁之、木谷高明、安藝貴範、三坂泰二                                                        |
| 企画                          | 岩崎篤史、伍賀一統                                                                            | 伊藤誠                                                                                        |
| シリーズ構成                  | 浦畑達彦                                                                                      | 浦畑達彦                                                                                      |
| シリーズ構成                  | N/A                                                                                           | 平坂読                                                                                        |
| キャラクターデザイン          | 渡邊義弘                                                                                      | 渡邊義弘                                                                                      |
| 衣装デザイン                  | 高品有桂 青井小夜（第8 - 12話） 亀谷響子（第8・9話）                                          | N/A                                                                                           |
| プロップデザイン              | 石本剛啓                                                                                      | 江間一隆                                                                                      |
| 美術監督                      | 平間由香                                                                                      | 釘貫彩、小濱俊裕                                                                              |
| 色彩設計                      | 日比智恵子                                                                                    | 松山愛子                                                                                      |
| コンポジット ディレクター     | 加藤友宜、國重元宏                                                                            | 徳田千明                                                                                      |
| 3DCGI                         | 井口光隆                                                                                      | 井口光隆                                                                                      |
| 編集                          | 右山章太                                                                                      | 右山章太                                                                                      |
| 音楽                          | Tom-H@ck                                                                                      | Tom-H@ck                                                                                      |
| 音楽制作                      | メディアファクトリー                                                                          | メディアファクトリー                                                                          |
| 音楽プロデューサー            | 篠原一雄、深井康介                                                                            | 篠原一雄、深井康介                                                                            |
| 音響監督                      | 本山哲                                                                                        | 本山哲                                                                                        |
| プロデューサー                | 田中豪、岩浅健太郎、金原威也、田中聡                                                          | 田中豪、岩浅健太郎、金原威也、田中聡                                                          |
| プロデューサー                | 吉沼忍、二見鷹介                                                                              | 伊藤史峻                                                                                      |
| アニメーション プロデューサー | 黄樹弐悠                                                                                      | 黄樹弐悠                                                                                      |
| 制作プロデューサー            | 笠原直徒                                                                                      | 笠原直徒                                                                                      |
| アニメーション制作            | AIC Build                                                                                     | AIC Build                                                                                     |
| 製作協力                      | メディアファクトリー、アニメインターナショナルカンパニー ブシロード、グッドスマイルカンパニー | メディアファクトリー、アニメインターナショナルカンパニー ブシロード、グッドスマイルカンパニー |
| 製作協力                      | バンダイナムコゲームス                                                                        | N/A                                                                                           |
| 製作                          | 製作委員会は友達が少ない                                                                      | 製作委員会は友達が少ないNEXT                                                                  |
| 製作                          | TBS                                                                                           |                                                                                               |

### 主題歌（アニメ）
第1期
オープニングテーマ「残念系隣人部★★☆（星二つ半）」
作詞 - 有森聡美 / 作曲・編曲 - Tom-H@ck / 歌 - 友達つくり隊［三日月夜空（井上麻里奈）、柏崎星奈（伊藤かな恵）、楠幸村（山本希望）、志熊理科（福圓美里）、羽瀬川小鳩（花澤香菜）、高山マリア（井口裕香）］
第12話のみSEが追加され、劇中では挿入歌としても使用。

エンディングテーマ
「私のキ・モ・チ」（第1話 - 第12話）
作詞 - 有森聡美 / 作曲・編曲 - Tom-H@ck / 歌 - 三日月夜空（井上麻里奈）
「笑顔のデッサン」（第0話〈OVA〉メインテーマ）
作詞 - hotaru / 作曲 - 田村信二 / 編曲 - yamazo / 歌 - 三日月夜空（井上麻里奈）&柏崎星奈（伊藤かな恵）
「君は友達」（第13話〈OVA〉）
作詞 - hotaru / 作曲 - Tom-H@ck / 編曲 - yamazo / 歌 - 羽瀬川小鷹（木村良平）&三日月夜空（井上麻里奈）&柏崎星奈（伊藤かな恵）&楠幸村（山本希望）&志熊理科（福圓美里）&羽瀬川小鳩（花澤香菜）&高山マリア（井口裕香）

挿入歌
「FLOWER」（第6話）
作詞 - 平坂読 / 作曲 - Tom-H@ck / 編曲 - yamazo / 歌 - 羽瀬川小鷹（木村良平）
「SHOCK YOUR EYES」（第6話）
作詞 - hotaru / 作曲・編曲 - 奈良悠樹 / 歌 - 志熊理科（福圓美里）
「漢の生きる道」（第6話）
作詞 - 稲葉エミ / 作曲・編曲 - 百石元 / 歌 - 楠幸村（山本希望）
「ゆけゆけゲルニカちゃん!」（第6話）
作詞 - hotaru / 作曲・編曲 - eba / 歌 - 羽瀬川小鳩（花澤香菜）
「二人の季節」（第6話）
作詞 - 石川智絵 / 作曲・編曲 - yamazo / 歌 - 三日月夜空（井上麻里奈）&柏崎星奈（伊藤かな恵）
「二人の季節」（第12話）
作詞 - 石川智絵 / 作曲・編曲 - yamazo / 歌 - 三日月夜空（井上麻里奈）

第2期
オープニングテーマ「Be My Friend」
作詞 - 平坂読、hotaru / 作曲・編曲 - Tom-H@ck / 歌 - 隣人部［三日月夜空（井上麻里奈）、柏崎星奈（伊藤かな恵）、楠幸村（山本希望）、志熊理科（福圓美里）、羽瀬川小鳩（花澤香菜）、高山マリア（井口裕香）］
第6話のみ副音声で楠幸村役の山本希望のコメンタリーが、第12話のみSEが追加された。

エンディングテーマ「僕らの翼」
作詞 - 平坂読、稲葉エミ / 作曲・編曲 - yamazo / 歌 - 隣人部［三日月夜空（井上麻里奈）、柏崎星奈（伊藤かな恵）、楠幸村（山本希望）、志熊理科（福圓美里）、羽瀬川小鳩（花澤香菜）、高山マリア（井口裕香）］
第6話のみ副音声で楠幸村役の山本希望のコメンタリーが、第12話のみED映像が異なる。

### 評価
BD第1期第1巻（限定版）の初週推定売上は7,764枚、DVD第1期第1巻（同）の初週推定売上は2,197枚をそれぞれ記録している。BD第2期第1巻（限定版）の初週推定売上は6,926枚、DVD第2期第1巻（同）の初週推定売上は1,587枚をそれぞれ記録している。
「アニメキャラ大賞2011」では新人賞で三日月夜空が3位を獲得している。

### 各話リスト
| 話数           | サブタイトル                                           | 脚本     | 絵コンテ         | 演出              | 作画監督                                  | 総作画監督             |       |
| 第1期          | 第1期                                                  | 第1期    | 第1期            | 第1期             | 第1期                                     | 第1期                  | 第1期 |
| -------------- | ------------------------------------------------------ | -------- | ---------------- | ----------------- | ----------------------------------------- | ---------------------- | ----- |
| 第0話 （OVA）  | 闇鍋は美少女が残念な臭い(;´ ∀｀)                       | 浦畑達彦 | 斎藤久           | 喜多幡徹          | 藤井まき                                  | 渡邊義弘               |       |
| 第1話          | 僕達は友達が出来ない(´・ω・`)                          | 浦畑達彦 | 斎藤久           | 喜多幡徹          |                                           | 渡邊義弘               |       |
| 第2話          | 電脳世界は神様が居ない(゜Д゜)                          | 浦畑達彦 | 喜多幡徹         | 喜多幡徹 久藤瞬   | 韓賢重                                    | 藤井まき               |       |
| 第3話          | 市民プールはフラグがない(;´ Д`)                        | 浦畑達彦 | 斎藤久           | 佐藤広雪          | 中谷友紀子                                | 中村直人               |       |
| 第4話          | 後輩達は遠慮がないΣ(゜口゜;                            | 浦畑達彦 | 金崎貴臣         | 奥野耕太          | 許宰銑、崔慶碩 雨宮哲（メカ）             | 藤井まき 渡邊義弘      |       |
| 第5話          | 今度はSAGAがガチな戦いヽ(`Д´)ノ                        | 浦畑達彦 | 斎藤久           | 唐戸光博          | 荒尾英幸、神谷智大 清水貴子、宗崎暢芳     | 中村直人 渡邊義弘      |       |
| 第6話          | カラオケボックスは客が少ない(つд⊂)                     | 浦畑達彦 | 遠藤広隆         | 山口暁生 佐藤広雪 | 森前和也、加藤里香 石川智美               | 藤井まき 渡邊義弘      |       |
| 第7話          | 携帯電話は着信が少ない＿\|￣\|○                        | 浦畑達彦 | 金崎貴臣         | セトウケンジ      | 杉藤さゆり                                | 中村直人 渡邊義弘      |       |
| 第8話          | スクール水着は出番がない＼(^o^)／                      | 浦畑達彦 | 斎藤久           | 高島大輔          | 本村晃一                                  | 藤井まき 渡邊義弘      |       |
| 第9話          | 理事長は追想が切ない(-＿-)                             | 浦畑達彦 | 喜多幡徹         | 奥野耕太          | 森前和也、百瀬恵美子 篠山正太郎、大隈孝晴 | 中村直人 渡邊義弘      |       |
| 第10話         | 合宿は皆が寝ないヽ(゜∀゜)ノ                            | 浦畑達彦 | 金崎貴臣         | 佐藤広雪          | 中谷友紀子、飯飼一幸                      | 藤井まき 渡邊義弘      |       |
| 第11話         | 女子は浴衣姿がな、超可愛い(゜∀゜)                      | 浦畑達彦 | 斎藤久           | 唐戸光博          | 韓賢重、大隈孝晴 加藤里香                 | 中村直人 渡邊義弘      |       |
| 第12話         | 僕達は友達が少ない(｀・ω・´)                           | 浦畑達彦 | 斎藤久 喜多幡徹  | 喜多幡徹          | 藤井まき、森前和也 渡邊義弘               | -                      |       |
| 第13話 （OVA） | リレー小説は結末が半端ない L(゜□゜)」                  | 浦畑達彦 | 斎藤久           | 唐戸光博          | 森前和也                                  | 藤井まき 渡邊義弘      |       |
| 第2期          |                                                        |          |                  |                   |                                           |                        |       |
| 第1話          | やはり俺の青春は間違っている                           | 浦畑達彦 | 島津裕行         | 荒井省吾          | 今井雅美                                  | 渡邊義弘 沈宏          |       |
| 第2話          | ホモゲ部                                               | 浦畑達彦 | 佐藤広雪         | 佐藤広雪          | 中原清隆、亀谷響子                        | 渡邊義弘 沈宏          |       |
| 第3話          | 俺の妹たちがこんなに可愛い                             | 砂山蔵澄 | 吉川浩司         | 高林久弥          | 森前和也                                  | 渡邊義弘 沈宏          |       |
| 第4話          | この中に1人、男がいる!                                 | 浦畑達彦 | 田口智久         | 森義博            | 山内則康、梶浦紳一郎 小澤円、澤木巳登理   | 渡邊義弘 沈宏 高品有佳 |       |
| 第5話          | そんな遊びはいけません! 〜君がいると世界観が乱れる〜   | 砂山蔵澄 | 別所誠人         | 南川達馬          | 森前和也、石川智美                        | 渡邊義弘 沈宏 高品有佳 |       |
| 第6話          | 奇行少女は傷つかない                                   | 浦畑達彦 | 島津裕行         | 笹原嘉文          | 竹上貴雄、藤田正幸                        | 渡邊義弘 沈宏          |       |
| 第7話          | お兄ちゃんだけど愛さえあれば妹が増えても関係ないよねっ | 浦畑達彦 | ほしかわたかふみ | 仁昌寺義人        | 森前和也、亀谷響子                        | 渡邊義弘 沈宏          |       |
| 第8話          | 俺の幼なじみが修羅場すぎる                             | 砂山蔵澄 | 徳本善信         | 高橋成世          | 齋藤育美、島千蔵 平野勇一                 | 渡邊義弘 高品有佳      |       |
| 第9話          | 迷い猫オーバーヒート                                   | 砂山蔵澄 | 別所誠人         | 岩田義彦          | 山内則康、藤澤俊幸 澤木巳登理             | 渡邊義弘 沈宏          |       |
| 第10話         | 残念王と笑えない話                                     | 砂山蔵澄 | 佐藤広雪         | 佐藤広雪          | 今井雅美、藤田正幸                        | 渡邊義弘               |       |
| 第11話         | 迷えるチキンな俺                                       | 浦畑達彦 | あおきえい       | 別所誠人          | 亀谷響子、竹上貴雄 萩尾圭太、山川宏治     | 渡邊義弘 沈宏          |       |
| 第12話         | 僕は友達が……                                           | 浦畑達彦 | 島津裕行         | 南川達馬          | 森前和也、沈宏 糟谷健一郎、渡邊義弘       | 渡邊義弘 沈宏 高品有佳 |       |

### 放送局
| 放送期間                       | 放送時間                     | 放送局       | 対象地域   | 備考   |
| ------------------------------ | ---------------------------- | ------------ | ---------- | ------ |
| 2011年10月7日 - 12月23日       | 金曜 1:55 - 2:25（木曜深夜） | TBSテレビ    | 関東広域圏 | 製作局 |
| 2011年10月18日 - 12月26日      | 火曜 2:50 - 3:20（月曜深夜） | 毎日放送     | 近畿広域圏 |        |
| 2011年10月21日 - 2012年1月13日 | 金曜 2:30 - 3:00（木曜深夜） | 中部日本放送 | 中京広域圏 |        |
| 2011年11月13日 - 2012年1月29日 | 日曜 1:30 - 2:00（土曜深夜） | BS-TBS       | 日本全域   | BS放送 |

| 放送期間                | 放送時間                     | 放送局       | 対象地域   | 備考   |
| ----------------------- | ---------------------------- | ------------ | ---------- | ------ |
| 2013年1月11日 - 3月29日 | 金曜 1:55 - 2:25（木曜深夜） | TBSテレビ    | 関東広域圏 | 製作局 |
| 2013年1月18日 - 4月5日  | 金曜 2:30 - 3:00（木曜深夜） | 毎日放送     | 近畿広域圏 |        |
|                         | 金曜 3:05 - 3:35（木曜深夜） | 中部日本放送 | 中京広域圏 |        |
| 2013年1月20日 - 4月7日  | 日曜 1:30 - 2:00（土曜深夜） | BS-TBS       | 日本全域   | BS放送 |

### 関連商品

#### CD
| 発売日         | タイトル                                        | 規格品番  |
| -------------- | ----------------------------------------------- | --------- |
| 2011年10月26日 | 残念系隣人部★★☆                                 | ZMCZ-7463 |
| 2011年11月25日 | 私のキ・モ・チ                                  | ZMCZ-7464 |
| 2011年12月21日 | 僕は友達が少ない オリジナルサウンドトラック     | ZMCZ-7465 |
| 2012年8月29日  | 小鳩のうたってみた!                             | ZMCZ-8039 |
| 2013年2月6日   | Be My Friend                                    | ZMCZ-8371 |
| 2013年2月6日   | 僕らの翼                                        | ZMCZ-8372 |
| 2013年3月27日  | 僕は友達が少ないNEXT オリジナルサウンドトラック | ZMCZ-8373 |

#### BD / DVD
| 巻数 | 発売日        | 収録話          | 規格品番  | 規格品番  |
| 巻数 | 発売日        | 収録話          | BD        | DVD       |
| ---- | ------------- | --------------- | --------- | --------- |
| 1    | 2012年1月13日 | 第1話 - 第2話   | ZMXZ-7551 | ZMBZ-7561 |
| 2    | 2012年2月22日 | 第3話 - 第4話   | ZMXZ-7552 | ZMBZ-7562 |
| 3    | 2012年3月21日 | 第5話 - 第6話   | ZMXZ-7553 | ZMBZ-7563 |
| 4    | 2012年4月25日 | 第7話 - 第8話   | ZMXZ-7554 | ZMBZ-7564 |
| 5    | 2012年5月23日 | 第9話 - 第10話  | ZMXZ-7555 | ZMBZ-7565 |
| 6    | 2012年8月29日 | 第11話 - 第12話 | ZMXZ-7556 | ZMBZ-7566 |
| OVA  | 2012年9月26日 | 第13話          | ZMXZ-7557 | ZMBZ-7567 |

| 巻数 | 発売日         | 収録話          | 規格品番  | 規格品番  |
| 巻数 | 発売日         | 収録話          | BD        | DVD       |
| ---- | -------------- | --------------- | --------- | --------- |
| 1    | 2013年3月27日  | 第1話 - 第2話   | ZMXZ-8391 | ZMBZ-8401 |
| 2    | 2013年8月28日  | 第3話 - 第4話   | ZMXZ-8392 | ZMBZ-8402 |
| 3    | 2013年9月25日  | 第5話 - 第6話   | ZMXZ-8393 | ZMBZ-8403 |
| 4    | 2013年10月30日 | 第7話 - 第8話   | ZMXZ-8394 | ZMBZ-8404 |
| 5    | 2013年11月27日 | 第9話 - 第10話  | ZMXZ-8395 | ZMBZ-8405 |
| 6    | 2013年12月25日 | 第11話 - 第12話 | ZMXZ-8396 | ZMBZ-8406 |

BD版では、ソニーが開発した映像用階調補完技術である『Super Bit Mapping for Video』 (SBMV) によるリマスタリング処理がなされている。

#### 書籍
- 『僕は友達が少ない COMPLETE』2012年7月31日初版第一刷発行（7月6日発売[144]）、ISBN 978-4-8401-4615-9
- 『僕は友達が少ないNEXT コンプリートブック』2013年12月26日発売[145]、ISBN 978-4-05-405908-5

### WEBラジオ
『僕は友達が少ない on AIR RADIO』（ぼくはともだちがすくない オンエアラジオ）は、2011年9月6日から2012年4月10日まで、音泉とHiBiKi Radio Stationで配信されていたラジオ番組。毎週火曜日配信。本放送前の8月9日にはプレ放送が配信された。2012年8月10日には夏のスペシャル番組として、1度だけ復活配信された。アニメ2期決定にともないラジオ番組も復活し、2012年12月11日から2013年5月14日まで、音泉とHiBiKi Radio Stationで配信された。
番組紹介ページの最新放送分の下に「友達の輪」の欄（読んだ数とこれまでの友達の数は毎週更新）があり、メールを読まれたら2人と友達になるというシステムになっている（初採用のリスナーを1通1人としてカウント）。
第9回で目標の100人を達成したため、エンディングで2人に花束が贈呈され、終了を臭わす演出がされた上、第10回は『山本希望の僕は友達が少ない おんえあらじお 2人目』のタイトルで番組トップページも楠幸村をメインにしたデザインに変更された。が、これはスタッフのお遊びであり、第11回からは元にもどされている。なお、タイトルコールは第11回から『僕は友達が少ない on AIR RADIO 2人目』となっているが、番組ページのロゴなどは以前のままであり、「友達の輪」の欄は100人を超えてもそのまま累積でカウントされ続けている。
第27回から、山本希望がパーソナリティを担当する姉妹番組が隔週でスタートした。これ以降、当ラジオの偶数回が通常の『僕は友達が少ない on AIR RADIO』、奇数回が『僕は友達が少ない on AIR RADIO〜山本希望の私はトークが苦手じゃないっ!〜』を配信した。
2014年7月6日にニコニコ生放送『インターネットラジオステーション＜音泉＞10周年記念24時間生放送』内にて『僕は友達が少ない on AIR RADIO 24時間ニコ生スペシャル』として動画配信された。

#### パーソナリティ
- 木村良平（羽瀬川小鷹 役）、井上麻里奈（三日月夜空 役）
- 山本希望（楠幸村 役）※第27回より隔週パーソナリティ担当

#### ゲスト
- #6・#7（2011年10月11日、18日） 伊藤かな恵（柏崎星奈 役）
- #10・#11（2011年11月8日、15日） 山本希望（楠幸村 役）
- #14・#15（2011年12月6日、13日）井口裕香（高山マリア 役）
- #20・#21（2012年2月14日、28日）福圓美里（志熊理科 役）
- #25・#44（2012年12月18日、2013年5月14日）山本希望（楠幸村 役）

#### コーナー
冒頭ドラマ
基本的には、夜空とトモちゃんの会話劇（当然トモちゃんの声は聞こえないが）が展開されるが、時には小鷹が乗っ取ったりする。
ふつおた
意見、感想などの普通のお便り。
アナタも隣人部?
隣人部のメンバーは容姿はいいのに中身が残念だったりすることにちなんで、結果が残念な人を紹介するコーナー。
リア充・リア友物語
身の回りで友情を感じた本当にあったエピソードを紹介。
100人の友達より1人の親友→友達2人目出来るかな？
友達との友情を高める方法を紹介。時にはパーソナリティがその方法を実際に行ってみる。しかし、友情を高める以前の「友達を作る方法」についてのお便りばかり寄せられたため、第12回からコーナー名をリニューアルした。
残念なお知らせ
番組からのインフォメーションコーナー。
おまけコーナー（今日の「はがない」）
本作タイトルから「○○は○○が○○ない」という形を使って2人またはゲストの残念な情報を紹介するコーナー。
漢の中の漢
『漢の中の漢』とはどんな漢なのかを紹介するコーナー。
「あにき」教えてくれ!!
山本希望の悩みに対して、アドバイスを紹介するコーナー。
上記2つは、第10回にお遊びで作られた『山本希望の僕は友達が少ない おんえあらじお 2人目』のページに記載された架空のコーナーだったが、これに対してリスナーからお便りが寄せられたため、第12回にて何通か読まれた。第27回より隔週姉妹番組『僕は友達が少ない on AIR RADIO〜山本希望の私はトークが苦手じゃないっ!〜』が始まり、正式にコーナー化された。

#### 関連CD
| 発売日         | タイトル                            | 規格品番  |
| -------------- | ----------------------------------- | --------- |
| 2011年12月23日 | 僕は友達が少ない on AIR RADIO Vol.1 | NIKU-0001 |
| 2012年4月27日  | 僕は友達が少ない on AIR RADIO Vol.2 | NIKU-0002 |
| 2013年3月27日  | 僕は友達が少ない on AIR RADIO Vol.3 | NIKU-0003 |
| 2013年6月26日  | 僕は友達が少ない on AIR RADIO Vol.4 | NIKU-0004 |

## ゲーム
PlayStation Portable用ゲームソフトとして『僕は友達が少ない ぽーたぶる』がバンダイナムコゲームスより2012年2月23日に発売。当初は同年1月26日に発売予定であったが、2月23日に発売日が変更された。本作で使用された楽曲はテレビアニメ版のDVD、Blu-ray Disc第6巻の初回生産版の特典として同梱予定の「あそーとCD6」に収録される予定。また、本作のCMは全12回に渡ってリレー形式で行われた。
数量限定生産版「美少女×残念×ゲーム=超残念BOX」と通常版「隣人部パック」の2種類が発売される。前者の特典として劇中で登場したゲーム『きらめきスクールライフSP』、小説版のイラストを手掛けているブリキ描き下ろし特製BOX、スペシャルコンテンツDVD、特製クリアプレート、プロダクト入りカード、共通特典としてビジュアルアーカイブが同梱された。
ミニゲームとして「ブロック崩し」が収録されている。なお、同ゲームには原作小説の出版ブランド「MF文庫J」から出版されている作品の『機巧少女は傷つかない』、『変態王子と笑わない猫。』、『まよチキ!』、『緋弾のアリア』、『この中に1人、妹がいる!』、『ゼロの使い魔』とのコラボレーションイラストが使用されている。
初動売上は56,969本（2012年2月26日付のメディアクリエイト週間ソフトセルスルーランキング4位）。

### システム
Live2Dシステム
会話場面、イベントCGでは常にキャラクターが動くシステム。
鷹の目システム（ホークアイ・システム）
ストーリー中に挿入されるシステムであり、SDキャラクターで分岐点を表している。
隣人部システム（誰が話しているかよく聞かないとわからないな。システム）
リアルタイムで会話が進行するシステムであり、制限時間内にどのキャラクターと会話をするかを決定する。
あるあるシステム
会話シーン中に相手の考えに共感できる。
おまけシナリオ
各キャラクターのミニストーリーをプレイできる。
…このシステムいる? ねぇ…本当に? システム
システムメニューやインストール作業中にプレイできるミニゲーム。

### 主題歌（ゲーム）
エンディングテーマ「Over the distance」
作詞 - hotaru / 作曲・編曲 - yamazo / 歌 - 三日月夜空（井上麻里奈）、柏崎星奈（伊藤かな恵）、楠幸村（山本希望）、志熊理科（福圓美里）、羽瀬川小鳩（花澤香菜）、高山マリア（井口裕香）
きらめきスクールライフSPテーマソング「はじまりの日はいつも」
歌 - 藤林あかり（川澄綾子）

## 実写映画
2013年7月24日に実写映画化することが報道された。2014年2月1日より公開。PG12指定。
情報が公開される以前に、龍谷大学がFacebookにて2014年公開予定として本作実写映画のエキストラを募集していたことから実写映画化の噂は流れていた。作者は映画化が進められていることについては認めている一方で、「話を聞くと色々口を出したくなるので映画については（脚本やキャスティングも）一切耳にしていない」、「実写映画向きではないことはわかっているが、ライトノベルの未来を考えた結果やむなく許可した」と説明、製作側には「無理に原作を再現するのではなく、独立した作品として制作してほしい」と伝えた。ツイッターなどで制作中止を求める署名が集まっていることに関しては「たとえどれだけ気に入らないのだとしても、潰そうとするのではなく、単に無視していただくわけにはいかないでしょうか。これは実写映画に限らず、アニメでも漫画でもゲームでも、それらの元になった原作作品でさえ同じこと」「気持ちに蓋はできないので、気に入らないものを無理に受け入れる必要はまったくありません。が、気に入らないものを力ずくで排除することの悪性を、僕は自分の作品の中で何度も書いてきたつもりです。」としている。また、ネット上で出回っている一部のキャスト情報に付いては「デマだそうです」と語っている。

### スタッフ（映画）
- 原案 - 平坂読「僕は友達が少ない」（MF文庫J / 株式会社KADOKAWA メディアファクトリー刊）[13]
- 監督・脚本 - 及川拓郎[13]
- 助監督 - 谷口正行[13]
- 美術 - 新田隆之[13]
- 撮影 - 小林元[13]
- 編集 - 松竹利郎[13]
- 音楽 - 海田庄吾[13]
- 録音 - 志満順一[13]
- VFXスーパーバイザー - オダイッセイ[13]
- プロデューサー - 永田博康[13]
- 製作プロダクション - タイムズ イン[155]
- 配給 - 東映[155]
- 製作 - 「僕は友達が少ない」製作委員会（東映、木下グループ、ポニーキャニオン、東映ビデオ、KADOKAWA、ドワンゴ、タイムズ イン、ギルド）[155]

### 主題歌（映画）
「ひとつだけ」
作詞 - ふるっぺ、森さん / 作曲 - ふるっぺ / 編曲 - 松岡モトキ / 歌 - ケラケラ（ユニバーサルシグマ）

## モバイル
メディアファクトリーのモバイルサイト「メディモ!」でFlashゲームが配信されている。原作のコンテンツでは『僕は友達が少ない 闇鍋ロワイヤル』『僕は友達が少ない 肉崩し』、アニメのコンテンツでは『僕は友達が少ない 隣人部人間関係パズル』『僕は友達が少ない 隣人部カードバトル」がプレイできる。
モバイルサイトでは着うた・きせかえの配信も行われている。この他、待ち受けもダウンロードできるがいずれも会員専用の有料コンテンツ。
公式サイト以外でも各ケータイ専用モバイルサイトにておのおのアプリケーションは配信された。
スマホ向けのコンテンツにも参入しており『僕は友達が少ない App』『アニメ電話 僕は友達が少ない 夜空・星奈』『クロックアプリ 僕は友達が少ない iP』をリリース。ボイス付きカードコレクションアプリ『嫁コレ』にも参加している。

## イベント
2011年12月4日に品川ステラボールにて『僕は友達が少ない』トーク&ライブイベント“エア・リサイタル”が開催された。
2012年5月6日に東京メルパルクホールにて『僕は友達が少ない』プレミアムイベントが開催された。

## フィギュア
グッドスマイルカンパニーのデフォルメフィギュアシリーズ「ねんどろいど」（発売元：ファットカンパニー）。第1弾三日月夜空が2012年1月、第2弾柏崎星奈が2012年3月にそれぞれ発売された。